# T-centralen (stanice metra ve Stockholmu)

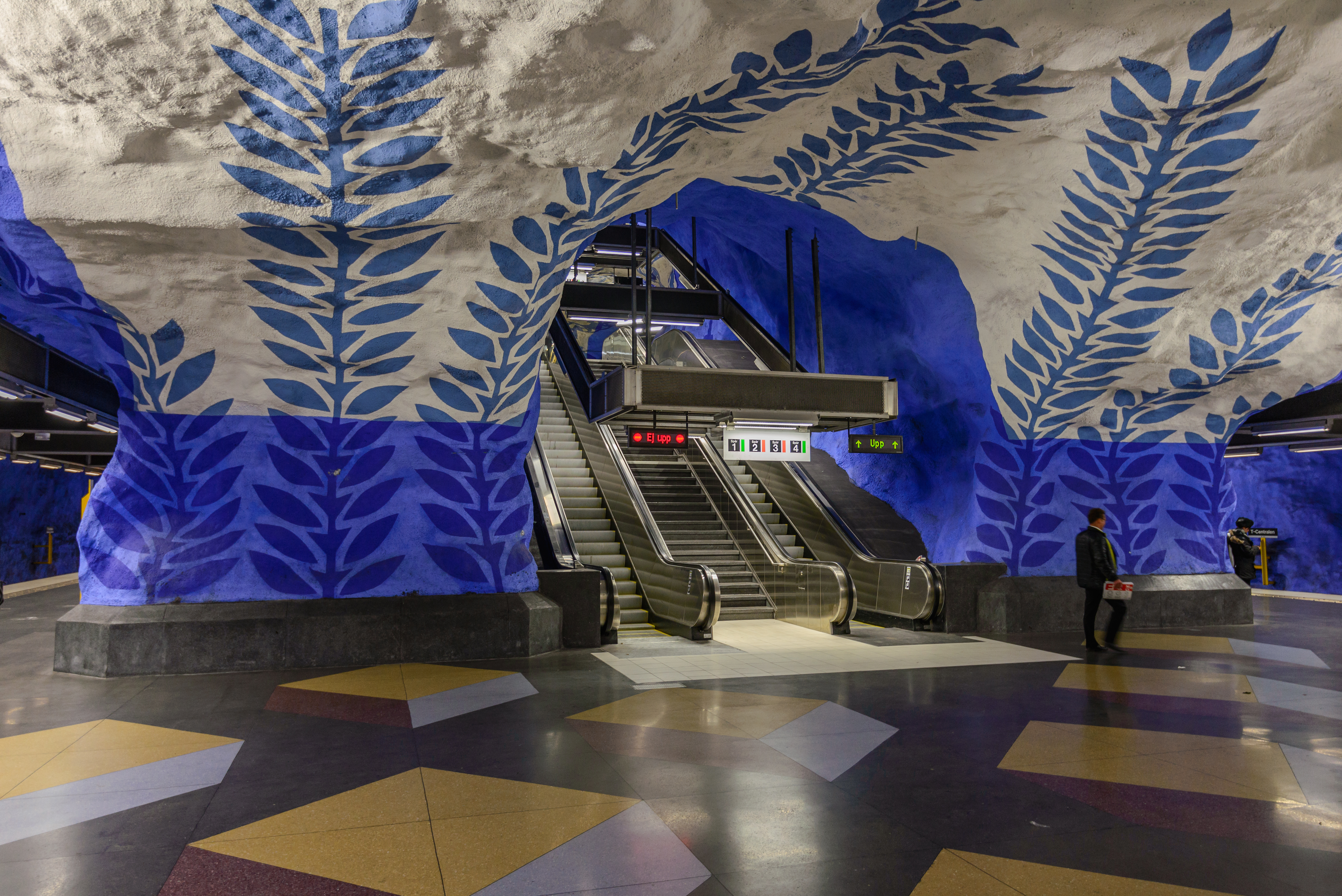
Vstup na nástupiště modré linky

T-Centralen je stanice metra ve Stockholmu. Ve stanici si kříží, ležící pod Stockholmským hlavním nádražím všechny tři linky současného metra ve Stockholmu. Název Tunelbana-centralen znamená ve švědštině hlavní nádraží metra. Otevřena byla 24. 11. 1957 na zelené lince, 5. 4. 1964 na červené lince a 31. 8. na modré lince.

## Popis
Stanice má 2 nástupiště - první, dvoupatrové hloubené, slouží linkám Zelená a Červená, na horním patře ve směru Hässelby strand na zelené a Norsborg/Fruängen na červené lince, na dolním ve směru Hagsätra/Farsta strand/Skärpnack na zelené a Mörby centrum/Ropsten na červené. Druhé, hluboko ražené, slouží Modré lince. Vedou z něj dva eskalátorové tunely: jeden zalomený, vedle eskalátorů jezdí ve Stockholmu běžný šikmý výtah, druhý v plné délce. Poblíž druhého eskalátorového tunelu ústí také čtyři výtahy z nástupiště.

## Přestup
Přestup mezi nástupišti je řešen následovně: eskalátorem nebo výtahem se nejdřív klesne ze spodního nástupiště zelené a červené linky pod jeho úroveň, poté se jede dlouhým travelátorovým tunelem, nakonec se klesne dalšími eskalátory, schody nebo výtahy na modré nástupiště.
Na stanici je také od roku 2017 napojena podzemní část hlavního nádraží, sloužící pro příměstské vlaky (Stockholm City), a to hned třemi způsoby: na spodní patro prvního nástupiště, na přestupní tunel před travelátorem (eskalátor a výtah na chodbu od zeleno-červeného nástupiště, čímž zajišťuje bezbariérový přístup bez nutnosti dlouhé cesty přes modrou trasu), a na druhé nástupiště (dva eskalátory a výtah dolů).

## Výzdoba
Stanice modré linky + travelátorový tunel jsou modro-bíle zabarveny, díky čemuž patří spolu se stanicí Radhuset mezi nejznámější stanice metra světa.

#### Galerie

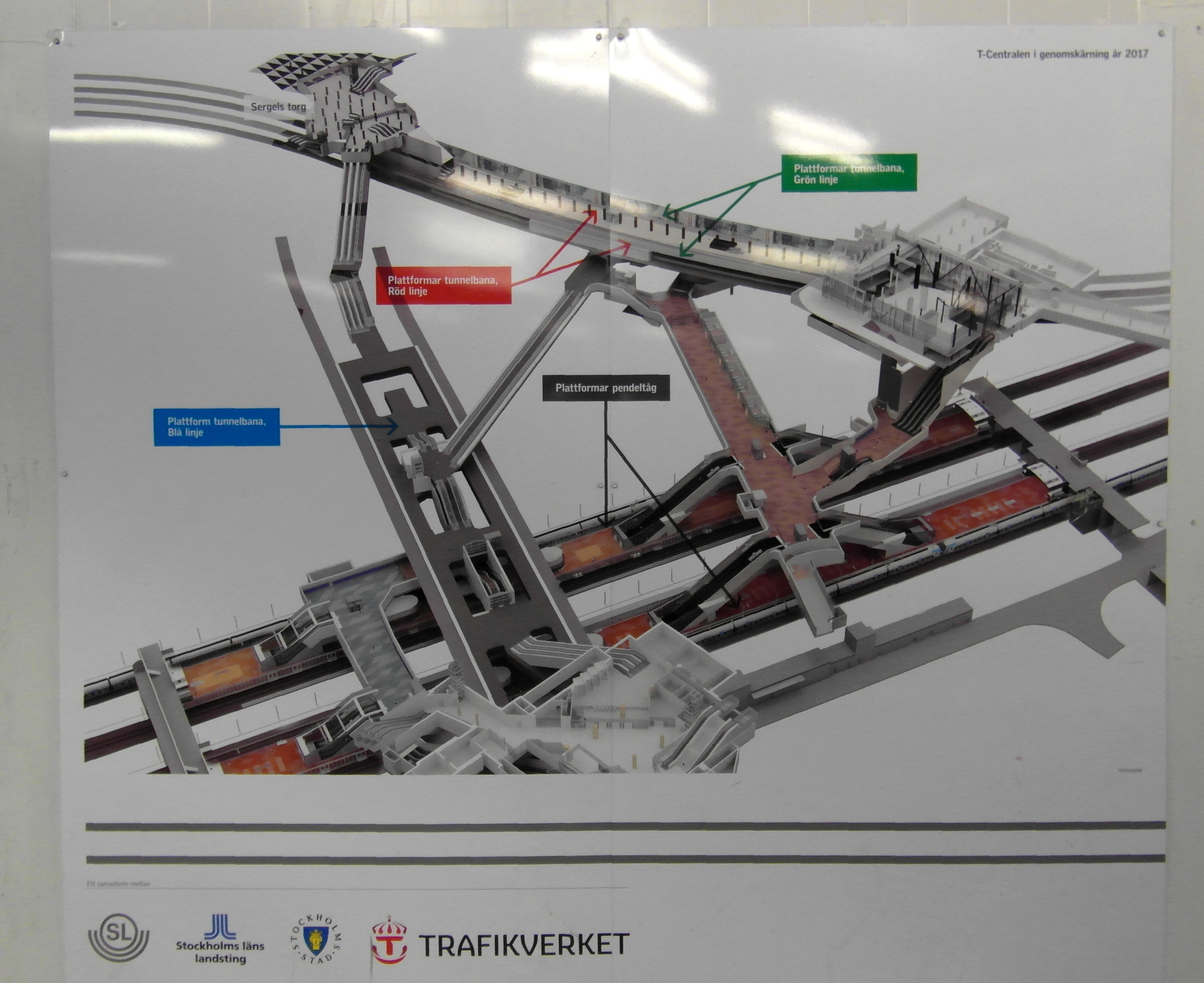
Plánek stanice metra a regionálních vlaků
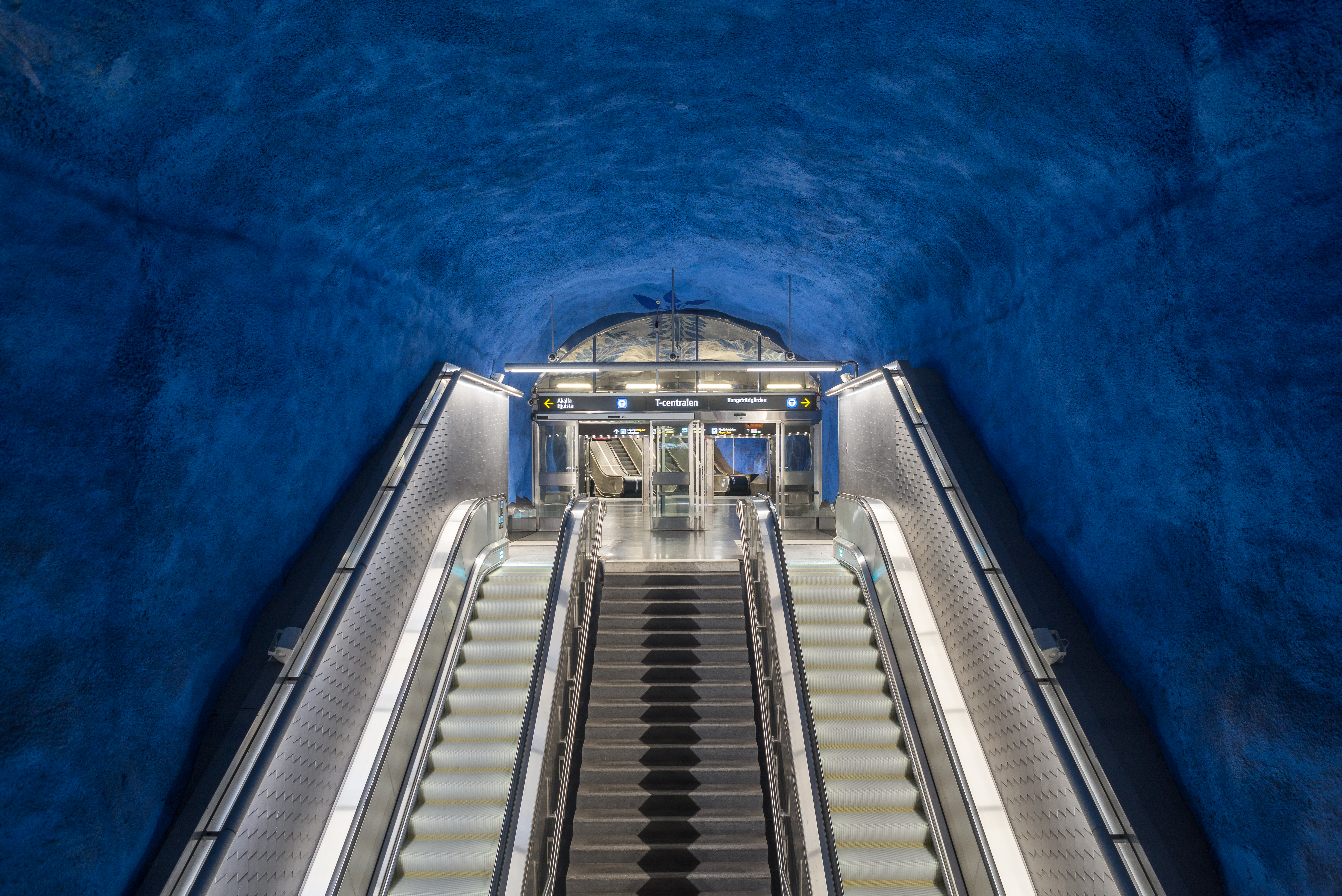
Přestup z modré linky na příměstské vlaky
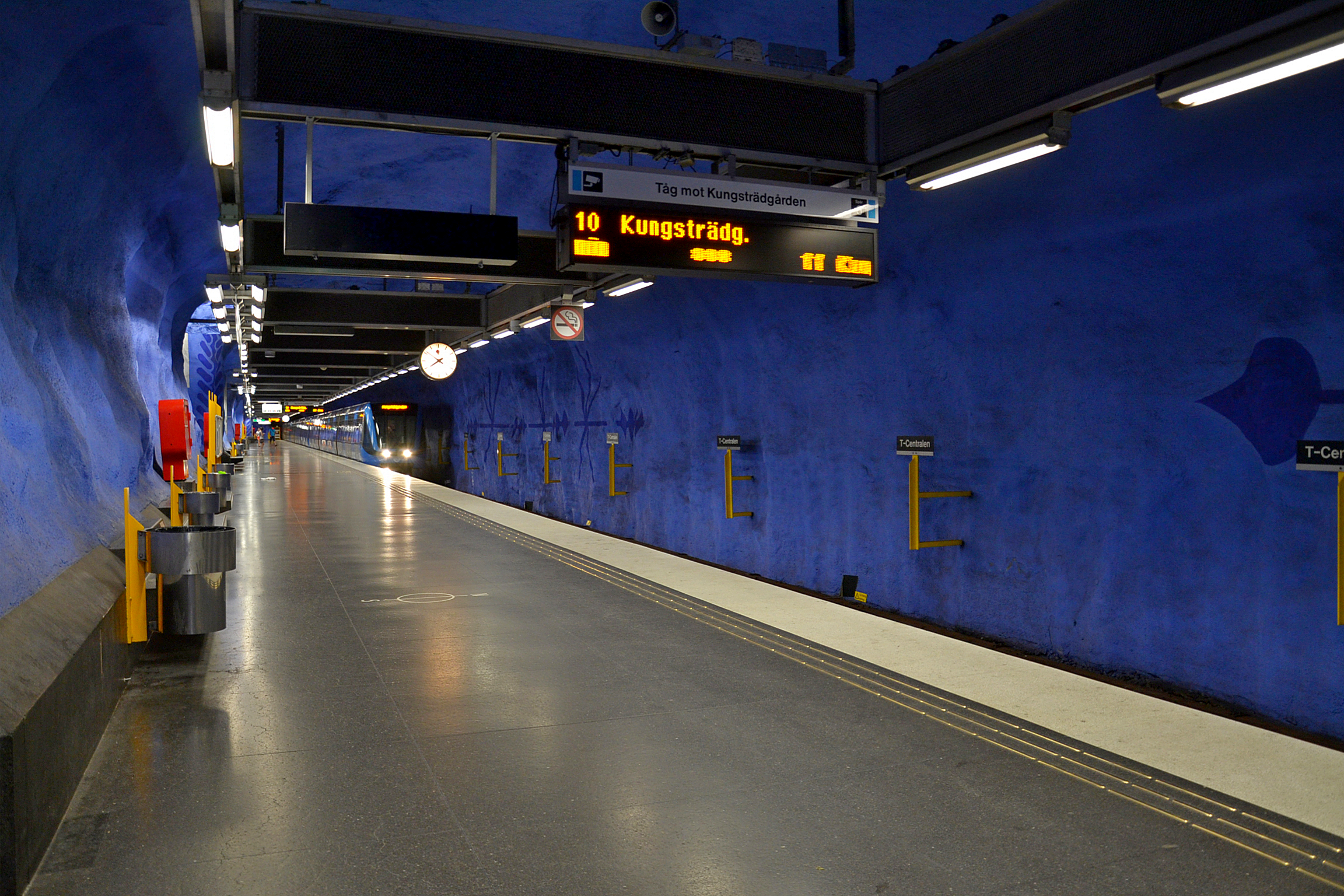
Nástupiště modré linky
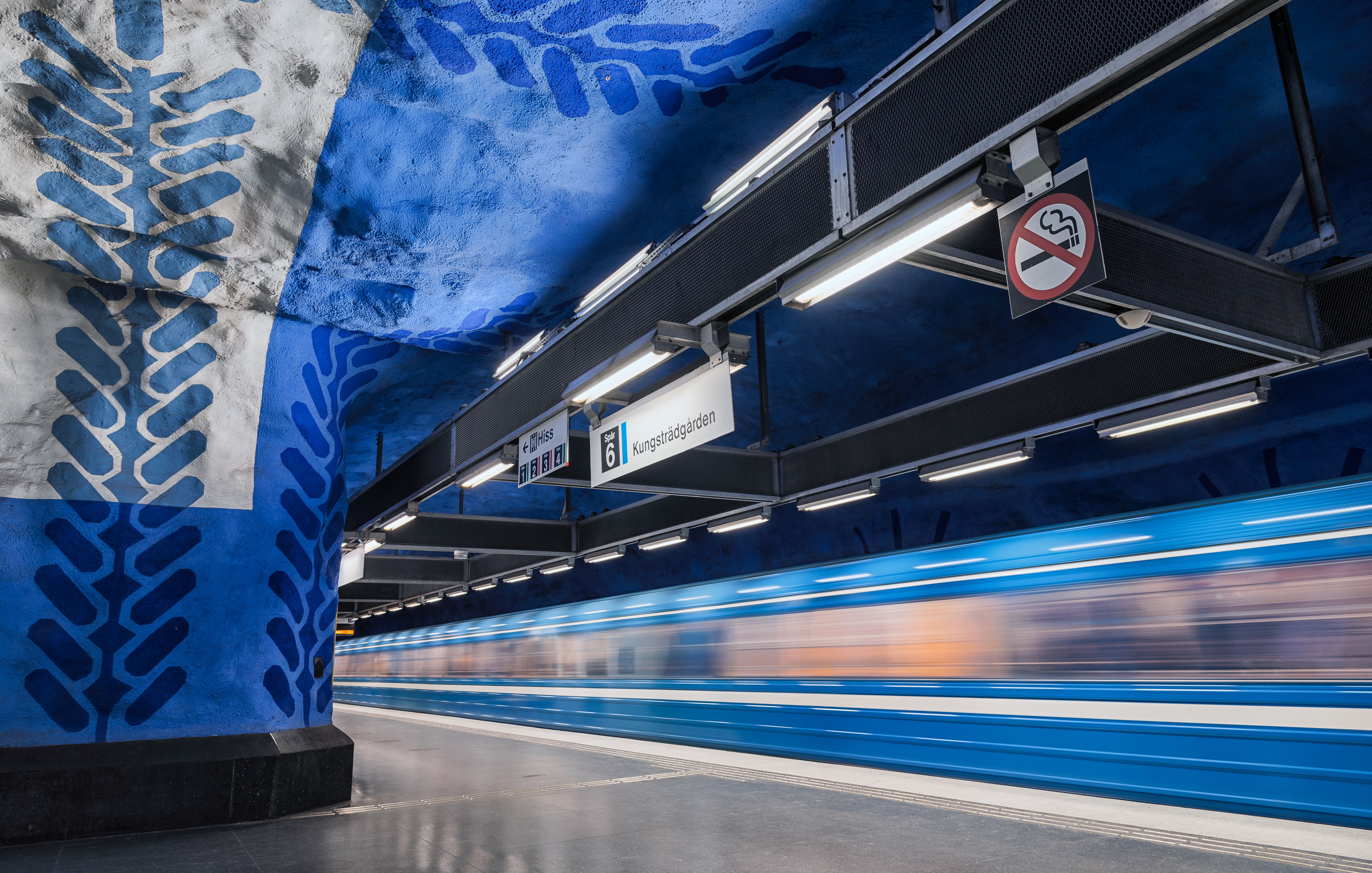
Vlak na modrém nástupišti
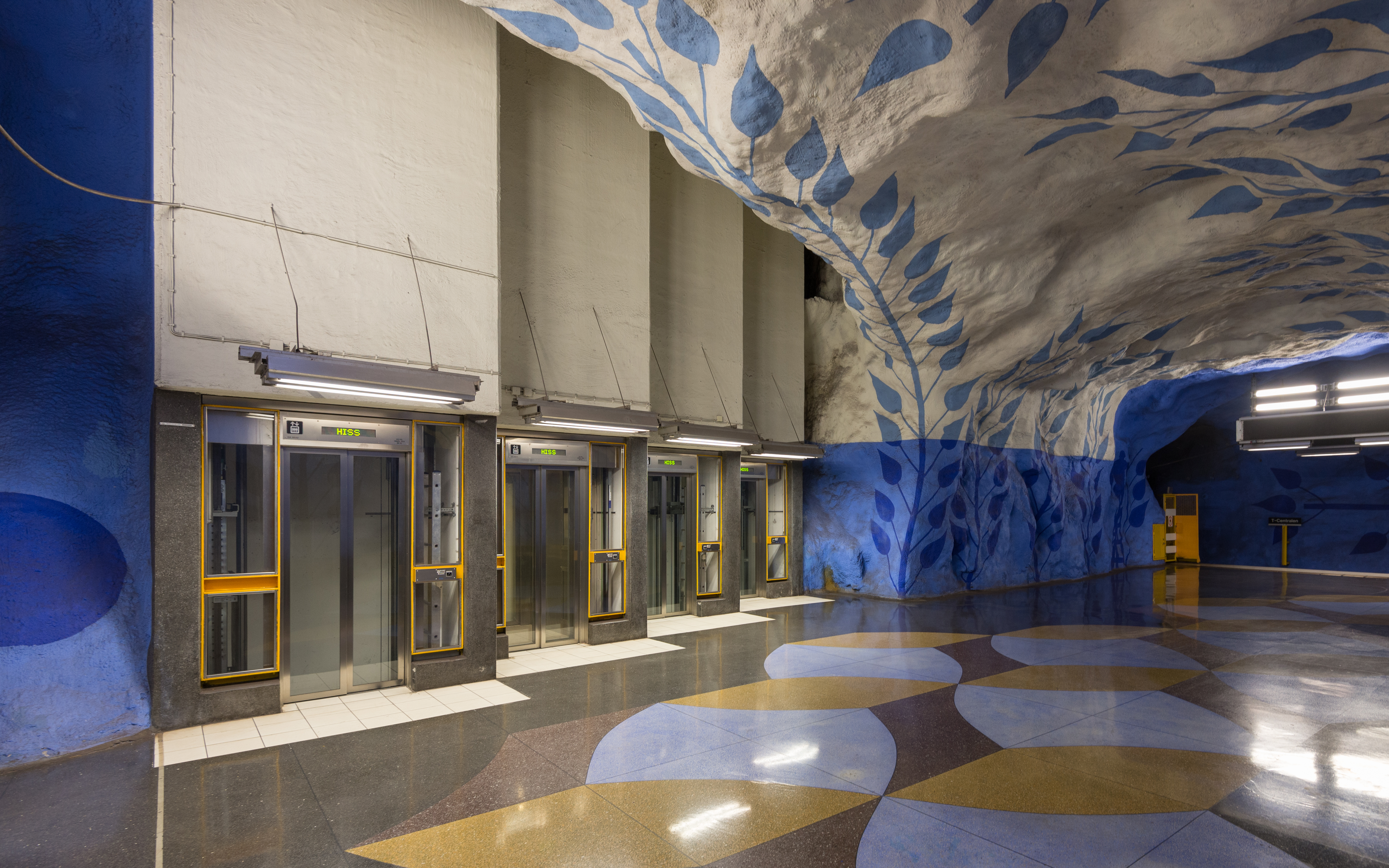
Výtahy na modré nástupiště
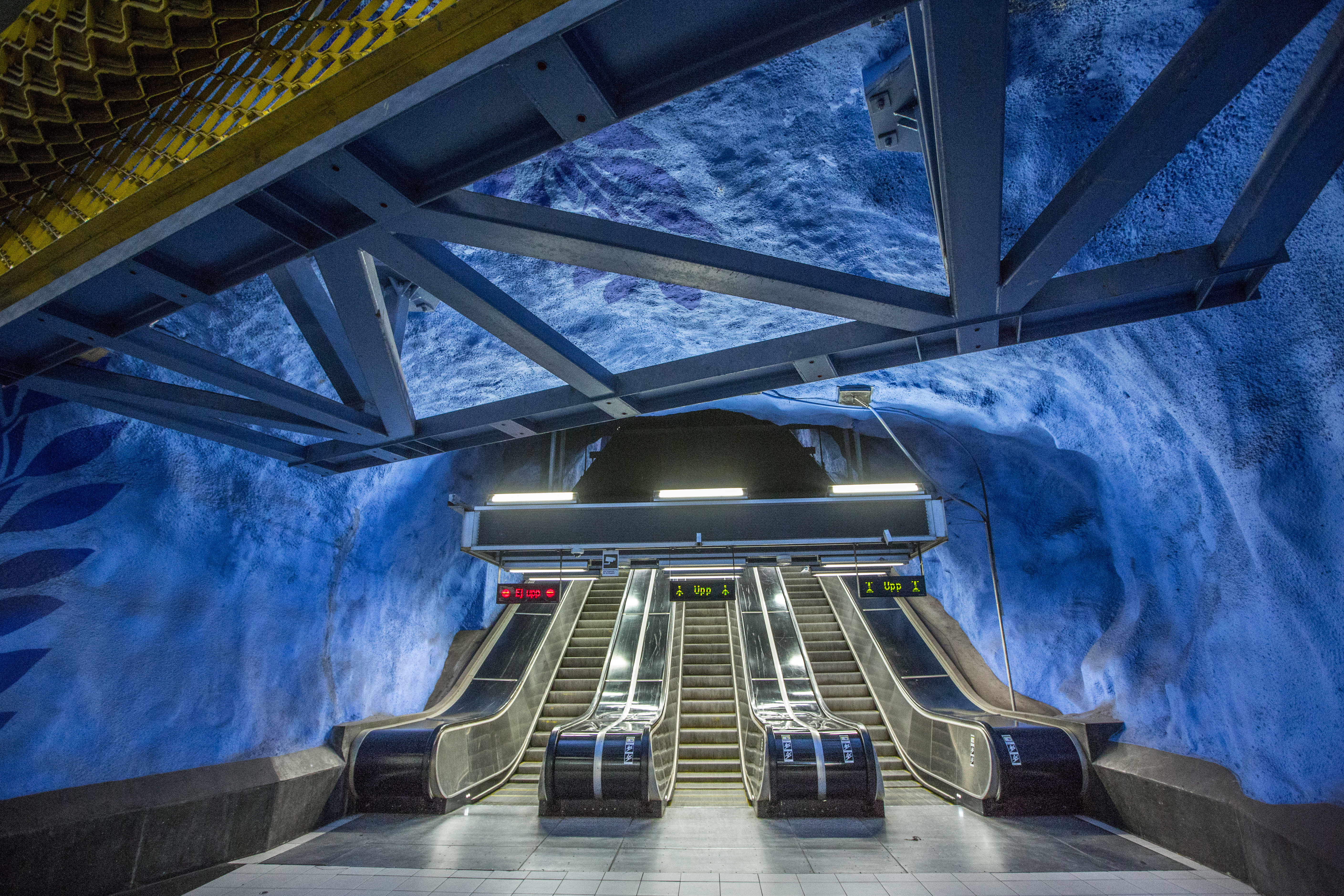
Eskalátory na modré lince
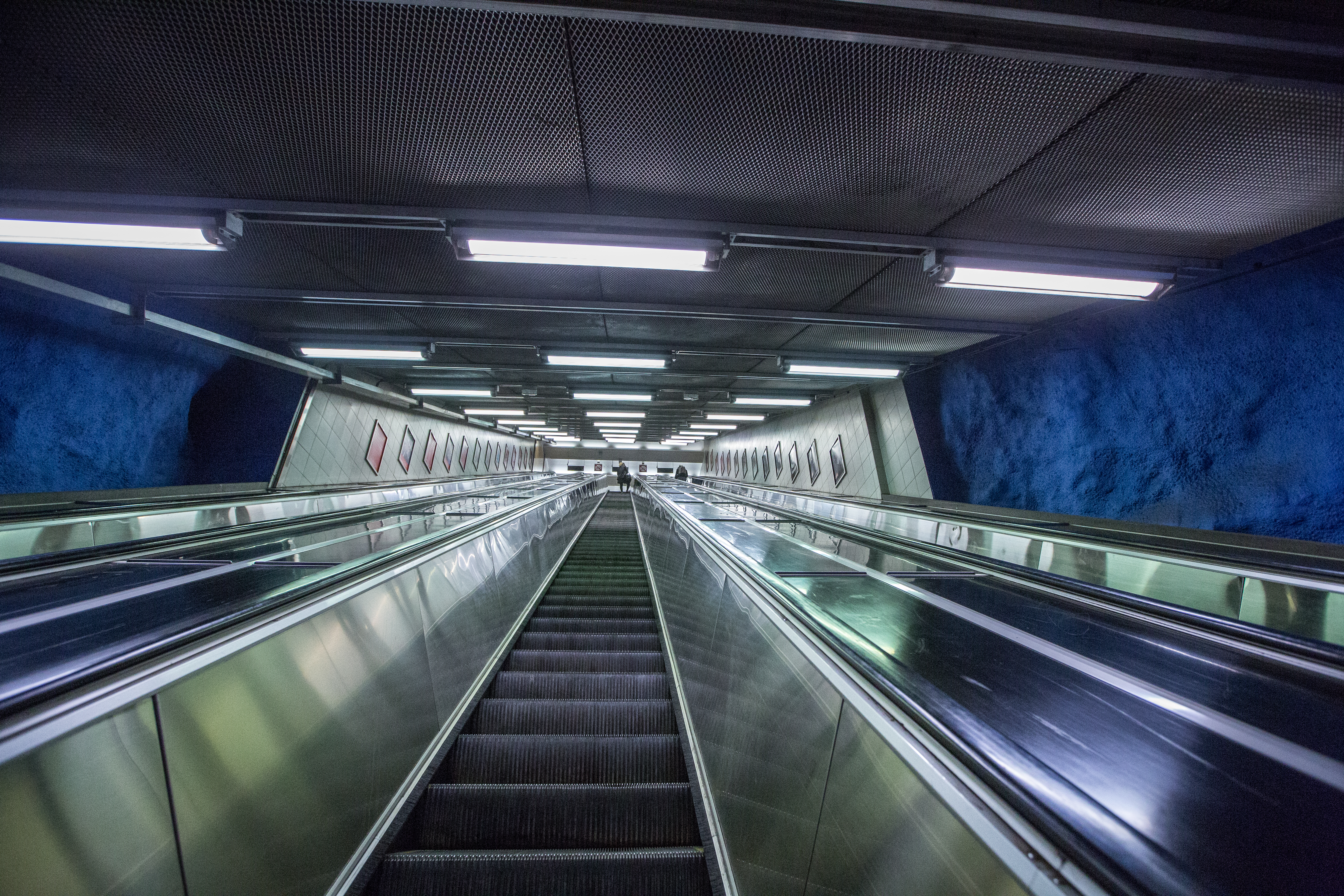
Dlouhý eskalátor z modré linky
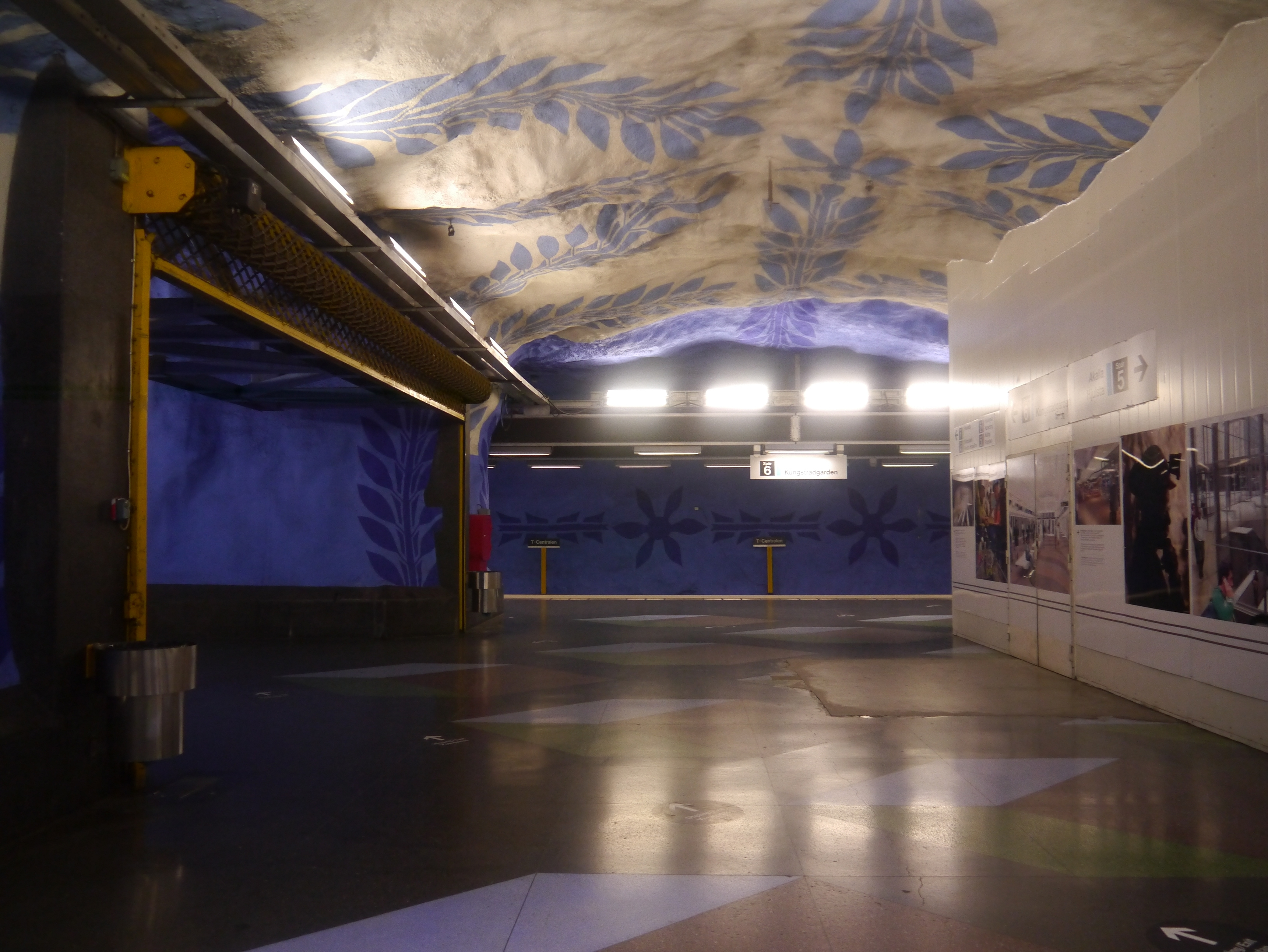
Nástupiště modré linky v době výstavby Citybananu
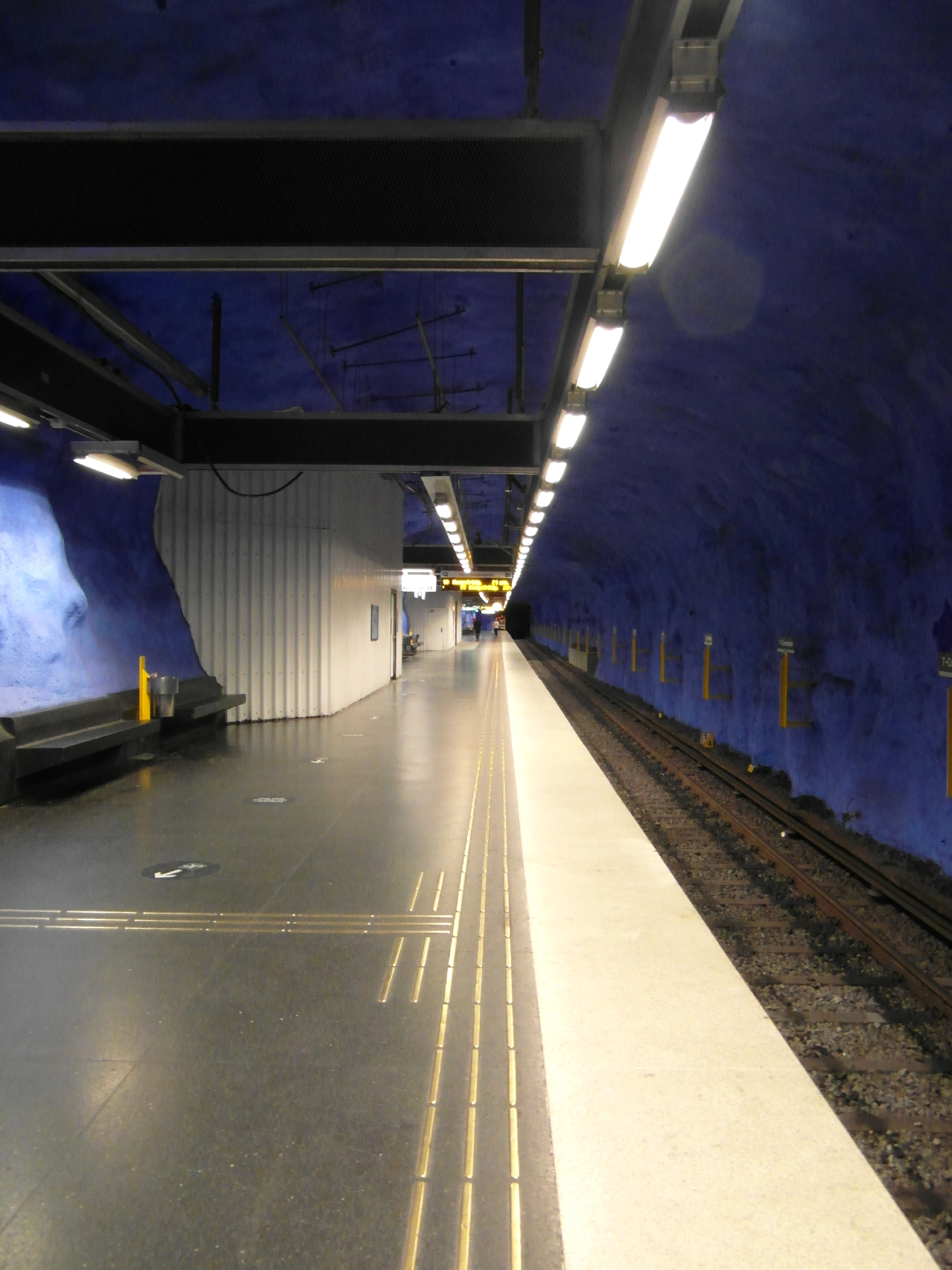
Nástupiště modré linky v době výstavby Citibananu
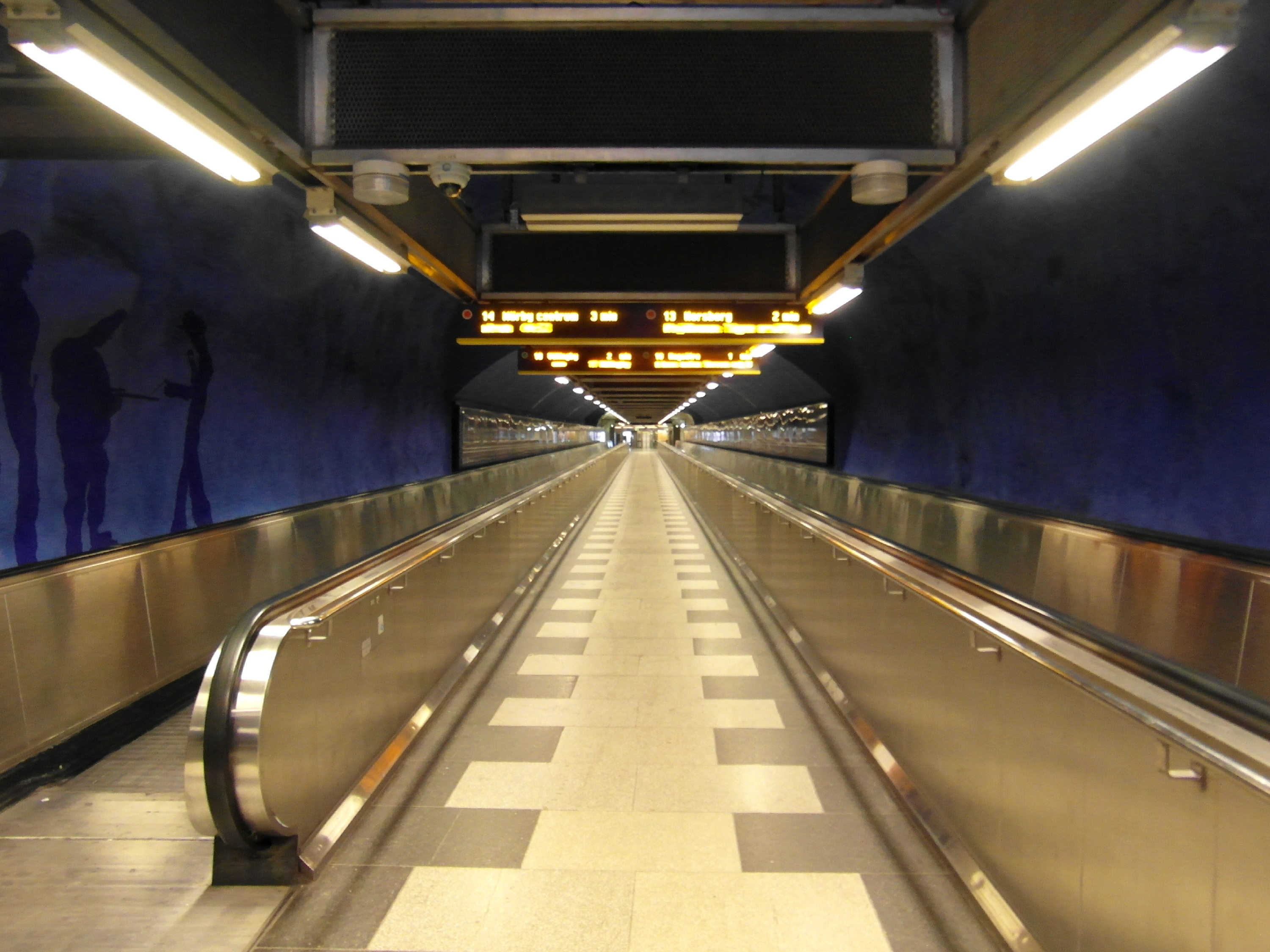
Travelátor mezi linkami
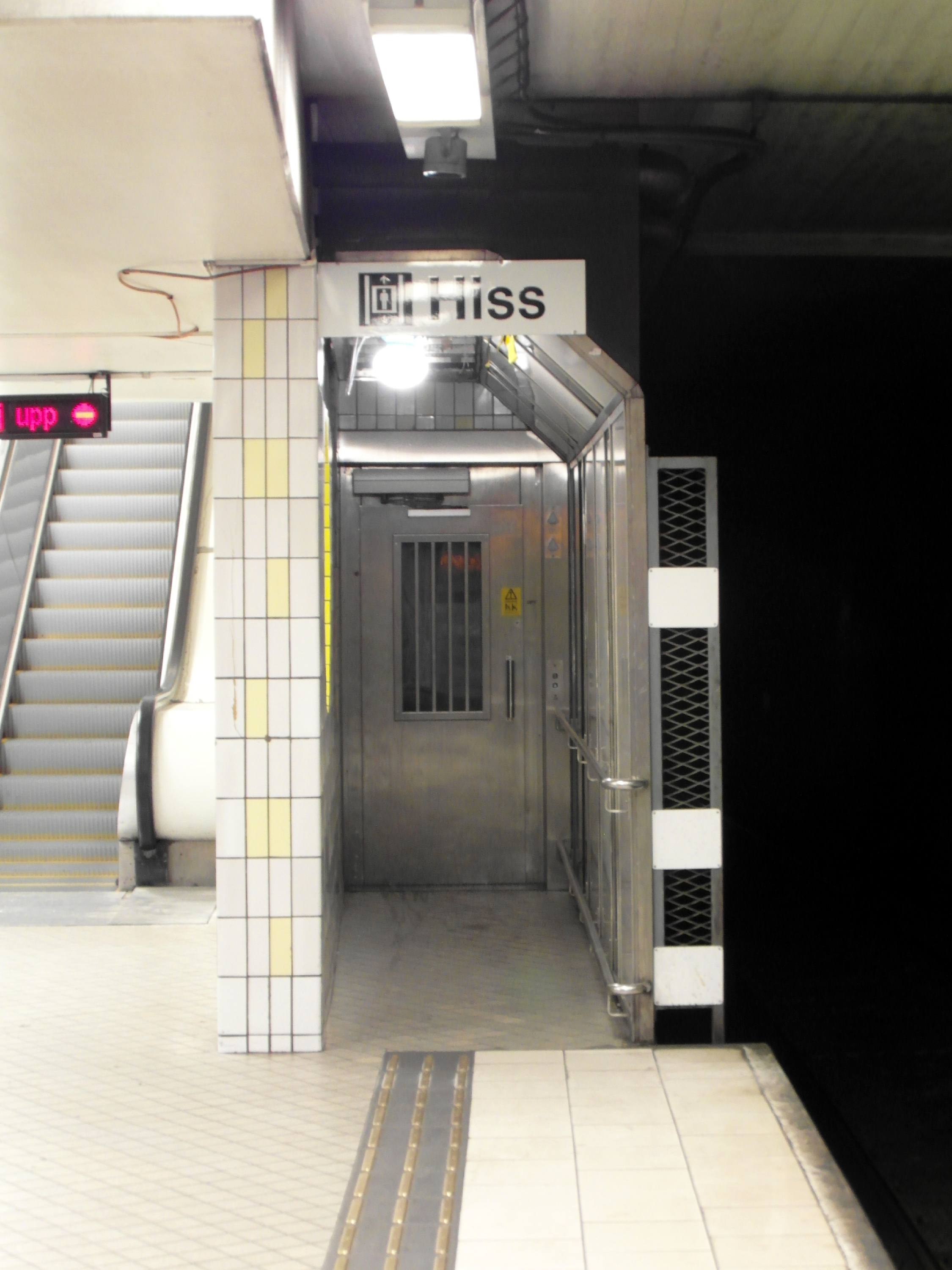
Starý výtah
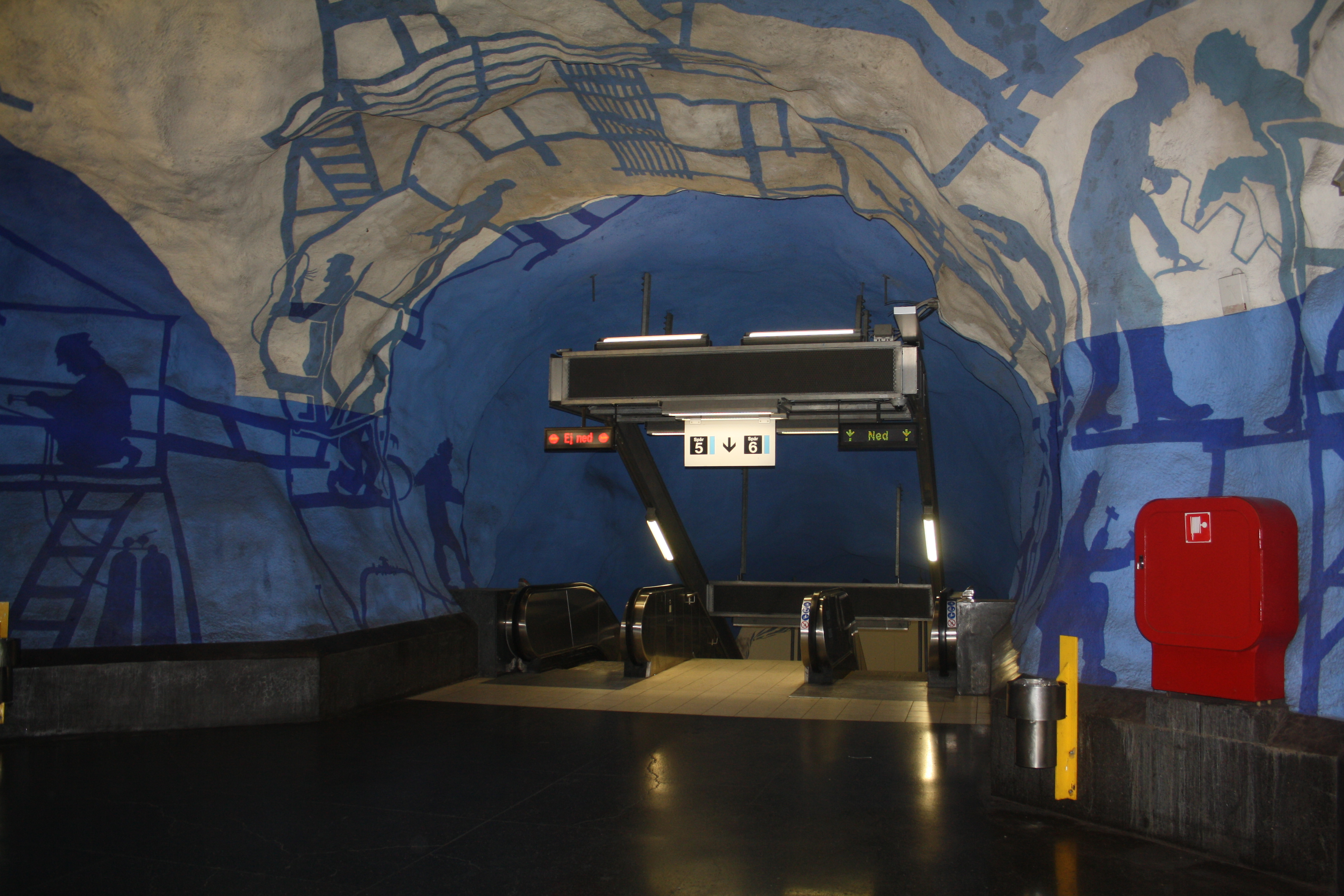
Přestup mezi linkami
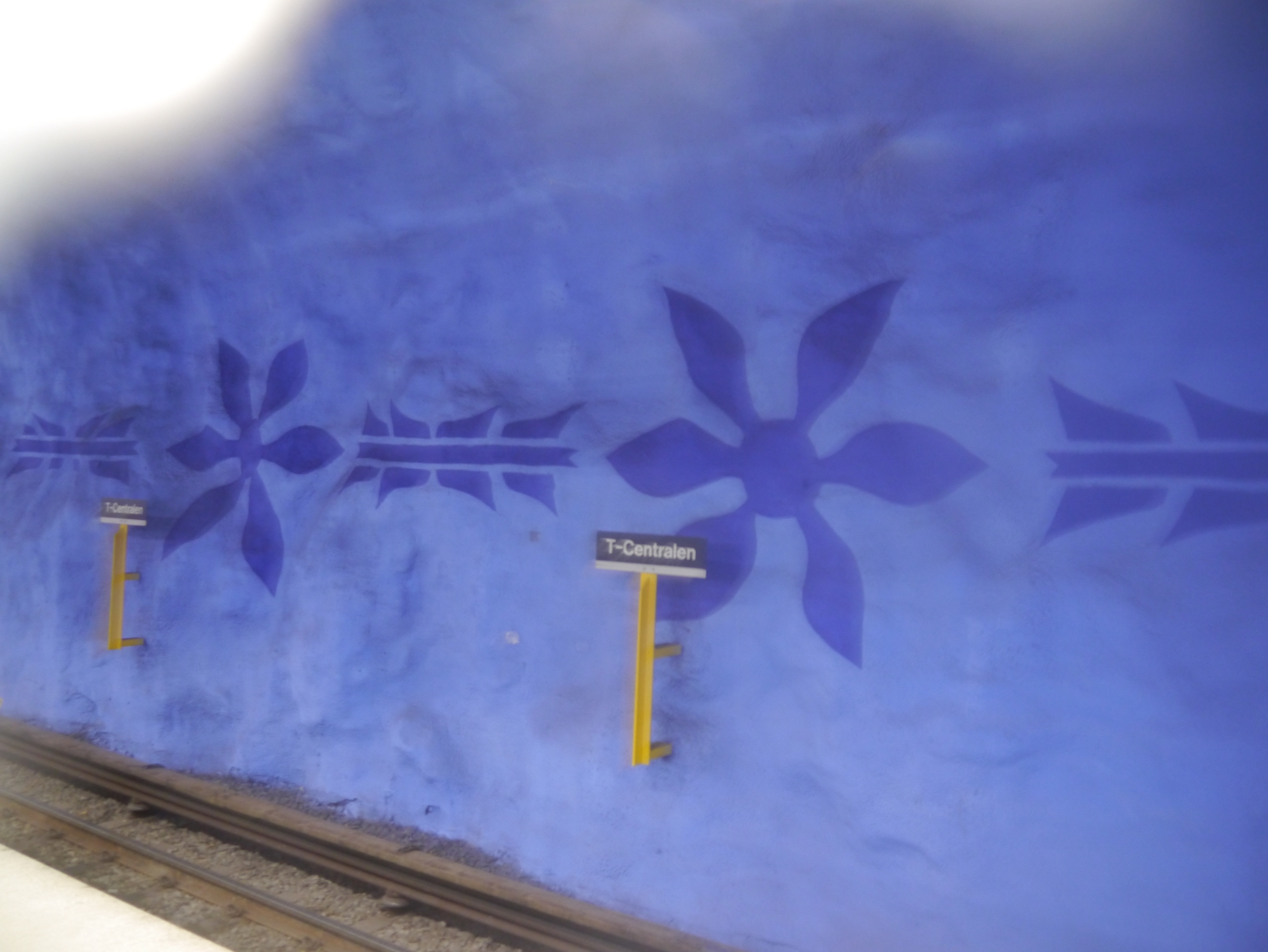
Malby na nástupišťi modré linky
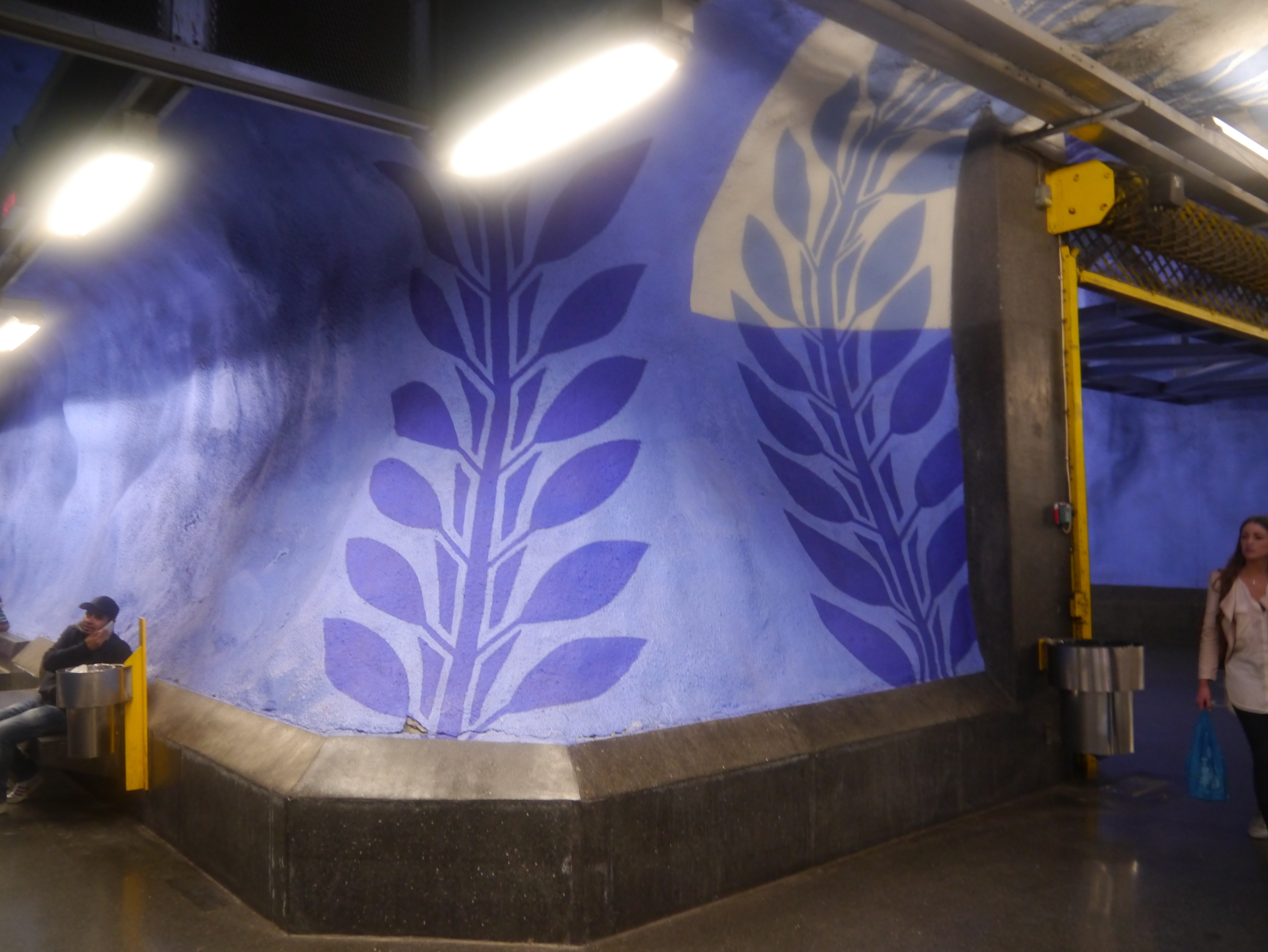
Na modré lince
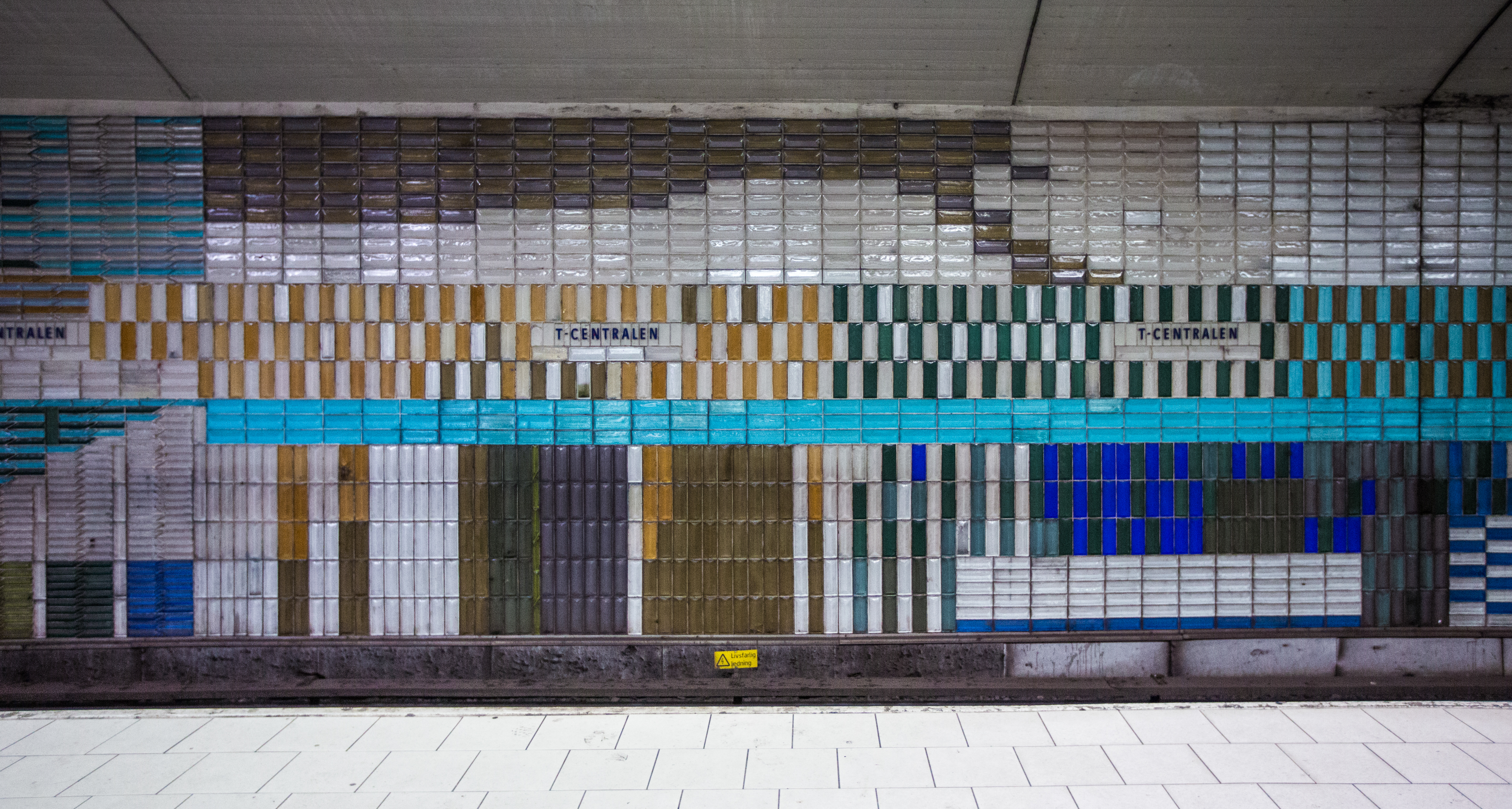
Výzdoba
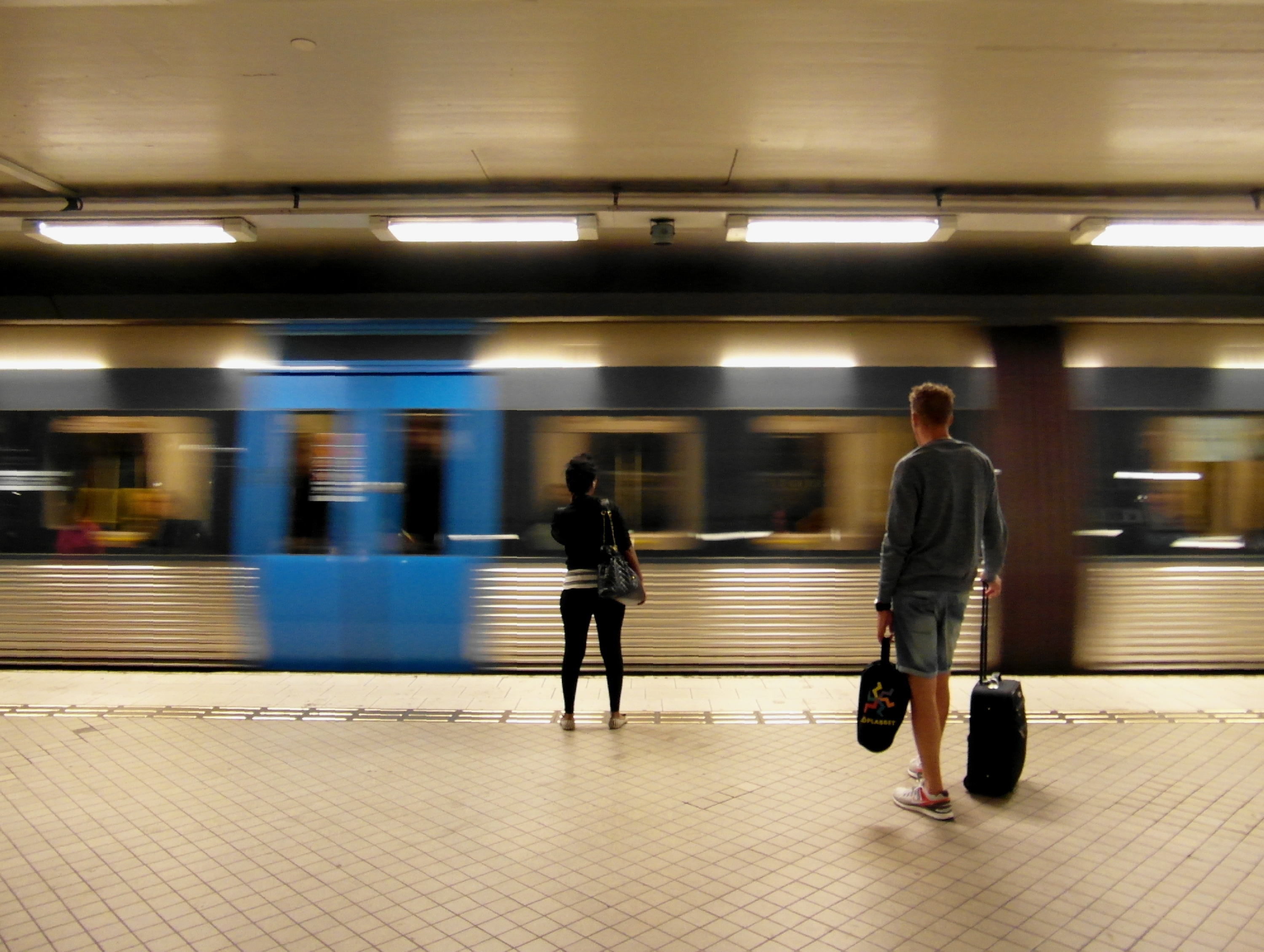
Vlak ve stanici
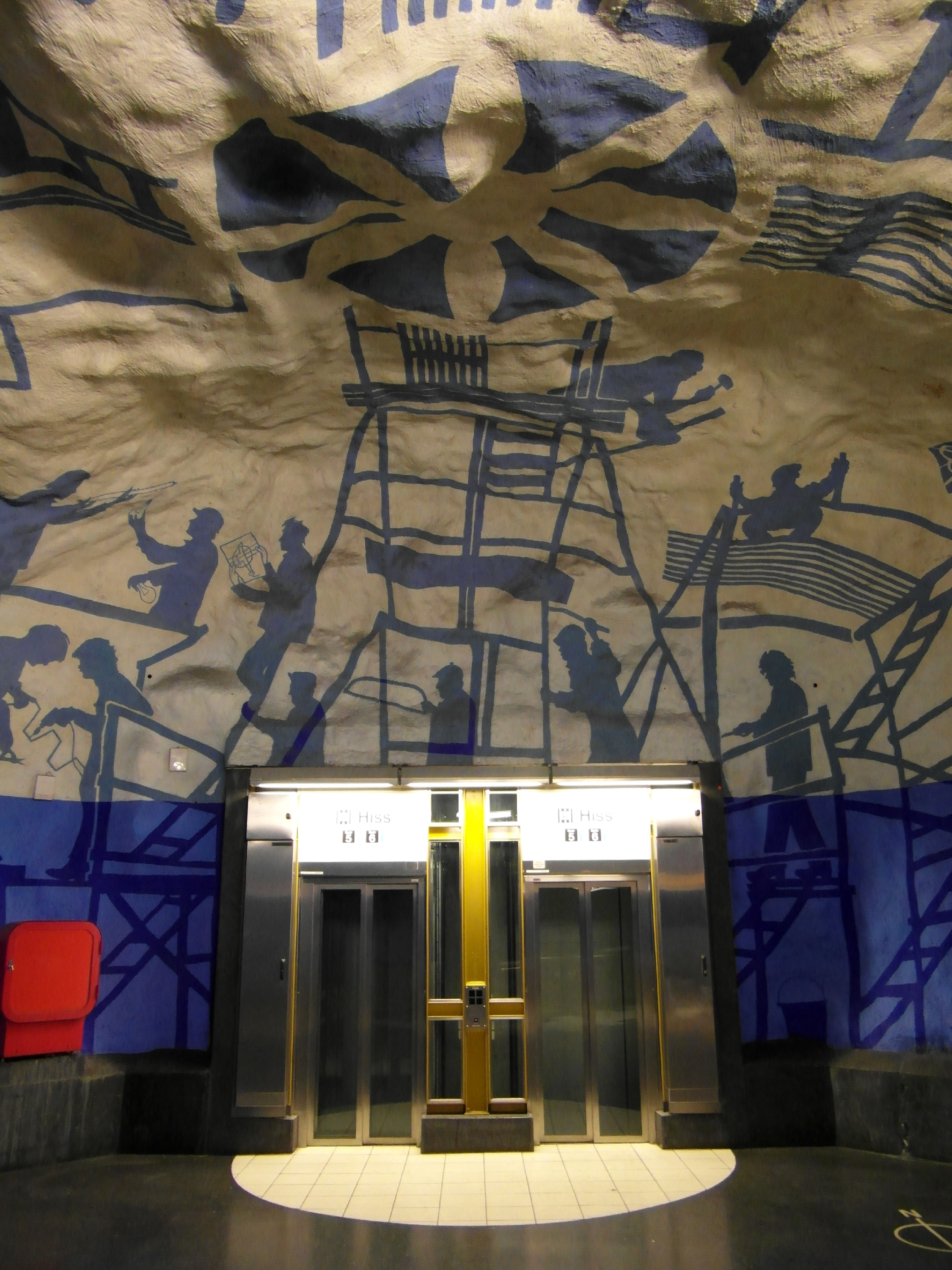
Výtah na přestupu
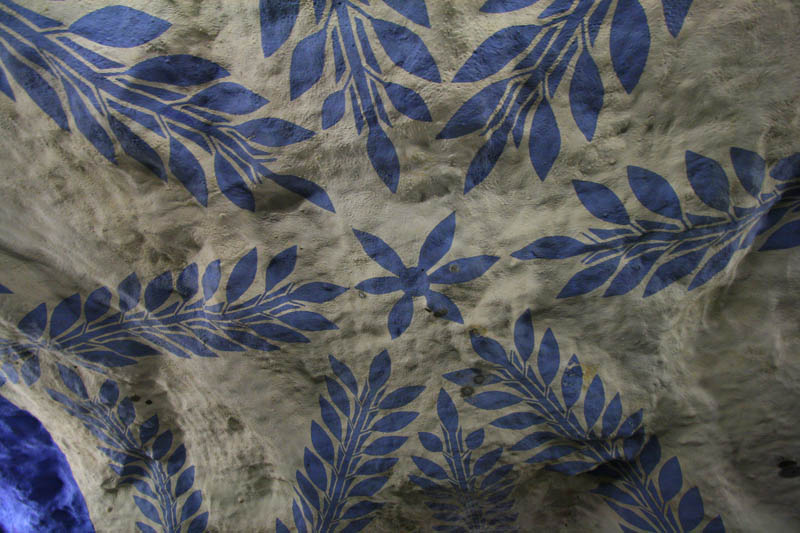
Malby na stropě